# Mambu
Die Mambu GmbH ist ein deutsches Softwareunternehmen mit Hauptsitz in Berlin. Mambu stellt nach dem Modell Software as a service (SaaS) technologische Infrastruktur für Banken und Finanzdienstleister bereit. Im Januar 2021 erreichte Mambu eine Unternehmensbewertung von 1,7 Milliarden Euro und zählte damit zu den deutschen Einhörnern.
Mambu geht auf eine Plattform für Mikrokredite zurück und bedient neben Neobanken wie der Solarisbank und N26 auch etablierte Kreditinstitute wie die Banco Santander und Unternehmen wie Check24. Die meisten seiner Umsätze erbringt das Unternehmen außerhalb von Deutschland. Anfang 2021 hatte das Unternehmen knapp 170 Geschäftskunden in 50 Ländern.

## Geschichte
Mambu wurde im Jahre 2011 von Frederik Pfisterer, Eugene Danilkis und Sofia Nunes gegründet, welche technische Infrastruktur für Mikrofinanzierer in Lateinamerika und Afrika entwickelt hatten. Die ersten Kunden des Unternehmens kamen hauptsächlich aus Schwellen- und Entwicklungsländern. Zu den frühen Geldgebern zählte die Commerzbank und der Berliner Wagniskapitalgeber Point Nine.
2016 wurde die deutsche Neobank N26 ein Kunde von Mambu. Auch die Solarisbank beruht zu einem bedeutenden Teil auf der Software von Mambu.
Frederik Pfisterer, der als Chief Operating Officer (COO) tätig gewesen war, verließ Mambu im April 2020. Im Juni 2023 zog sich auch Eugene Danilikis als CEO zurück und wechselte in Mambus Board of Directors. Ihm folgte Fernando Zandona, der zuvor u. a. für Amazon und Microsoft gearbeitet hatte.
Im Juni 2021 nahm Mambu in einer von EQT Partners angeführten Finanzierungsrunde knapp 200 Millionen Euro ein.
Laut dem Handelsblatt wird der wiederkehrende Umsatz (Contracted Annual Recurring Revenue) für das Jahr 2022 auf 165 Millionen US-Dollar geschätzt.